# توکاوانک
توکاوانک (ارمنی: Թոքավանք؛ انگلیسی: Tokavank) یک کلیسا متعلق به کلیسای حواری ارمنی واقع در شهر شهرداری آسپیندزا،  گرجستان می‌باشد. ساخت و ساز این ساختمان در سده ۱۱ام میلادی؛ به پایان رسید. این بنا به سبک معماری ارمنی طراحی شده است.